# Oreocereus doelzianus
Oreocereus doelzianus ist eine Pflanzenart aus der Gattung Oreocereus in der Familie der Kakteengewächse (Cactaceae). Das Artepitheton doelzianus ehrt den deutschen Rechtsanwalt und Kakteenliebhaber Bruno Dölz (1906–1945), der von 1941 bis 1945 Präsident der Deutschen Kakteen-Gesellschaft war.

## Beschreibung
Oreocereus doelzianus wächst strauchig mit von der Basis her reich verzweigten, zylindrischen, olivgrünen Trieben und erreicht bei Durchmessern von 6 bis 8 Zentimeter Wuchshöhen von bis 1 Meter. Es sind 10 bis 11 Rippen vorhanden, die zwischen den graufilzigen Areolen etwas zusammengezogen sind. Die Dornen sind gelb bis dunkelbraun. Die vier über kreuz stehenden Mitteldornen sind kräftig und bis 4 Zentimeter lang. Die 10 bis 20 Randdornen sind bis 3 Zentimeter lang. Das endständige Cephalium besteht aus langen, weißen, welligen Haaren und weißlich gelben Borsten von bis 5 Zentimeter Länge.
Die karminroten Blüten sind bläulich überhaucht und erscheinen aus dem Cephalium. Sie sind bis 10 Zentimeter lang und weisen Durchmesser von 3 Zentimeter auf.

## Verbreitung, Systematik und Gefährdung
Oreocereus doelzianus ist in den peruanischen Regionen Huancavelica und Ayacucho in Höhenlagen von 2500 bis 3000 Metern verbreitet.
Die Erstbeschreibung als Morawetzia doelziana erfolgte 1936 durch Curt Backeberg. John Borg stellte sie 1937 in die Gattung Oreocereus.
In der Roten Liste gefährdeter Arten der IUCN wird die Art als „Least Concern (LC)“, d. h. als nicht gefährdet geführt.

## Nachweise